# Glyptosternon reticulatum
Glyptosternon reticulatum es una especie de peces de la familia Sisoridae en el orden de los Siluriformes.

## Morfología
Los machos pueden llegar alcanzar los 24 cm de longitud total.

## Alimentación
Come principalmente invertebrados, especialmente larvas de insectos.

## Hábitat
Es un pez de agua dulce y de clima templado (12 °C-24 °C).

## Distribución geográfica
Se encuentran en Asia:  Afganistán,  Pakistán, la India,  el Tíbet y el territorio de la antigua URSS.